# 조셉 바텀스
조지프 보텀스(Joseph Bottoms, 1954년 4월 22일 ~ )는 미국의 배우이다.
샌타바버라에서 태어났다.

## 영화
- 조셉스 기프트 (1998년)
- 시티 레인져 (1993년)
- 죽음의 항해 (1992년)
- 건스모크 3 (1992년)
- 라이어스 에지 (1992년)
- 여자의 깊은 곳에 (1991년)
- 사랑의 디자이너 (1989년)
- 죽음의 매혹 (1984년)
- 시한폭탄 (1984년)
- 욕망의 그림자 (1984년)
- 더 인트루더 위딘 (1981년)
- 블랙 홀 (1979년)
- 홀로코스트 (1978년)
- 에이스 업 마이 슬리브 (1976년)
- 언웨드 파더 (1974년) - 피터 역
- 도브 (1974년)
- 우리 생애 나날들 (1965년)